# 내 구주 예수님
내 구주 예수님(영어: Shout to the Lord)은 싱어송라이터 달린 첵이 1993년에 작곡한 기독교 노래이다. 힐송 뮤직 오스트레일리아가 출판하였다.
Carman, Don Moen, Rich Mullins, 마이클 W. 스미스, John Tesh와 같은 다른 수많은 CCM 아티스트들이 이 곡을 커버하였다.

## 음반
이 노래는 다음의 음반에서도 볼 수 있다:
- People Just Like Us (1994년)
- Shout to the Lord (1996년)
- Jump to the Jam (1996년)
- Simply Worship (1997년)
- I Believe the Promise (1997년)
- Shout to the Lord 2000 (1998년)
- Extravagant Worship: The Songs of Darlene Zschech (2002년)
- The Platinum Collection Volume 1: Shout to the Lord (2003년)
- The Platinum Collection Volume 2: Shout to the Lord 2 (2003년)
- Kiss of Heaven (2003년)
- Songs for the Spirit (2003년)
- Ultimate Worship (2005년)
- Ardent Worship (Skillet) (2005년)
- Supernatural (2006년)